# Sprawa Boronaliego

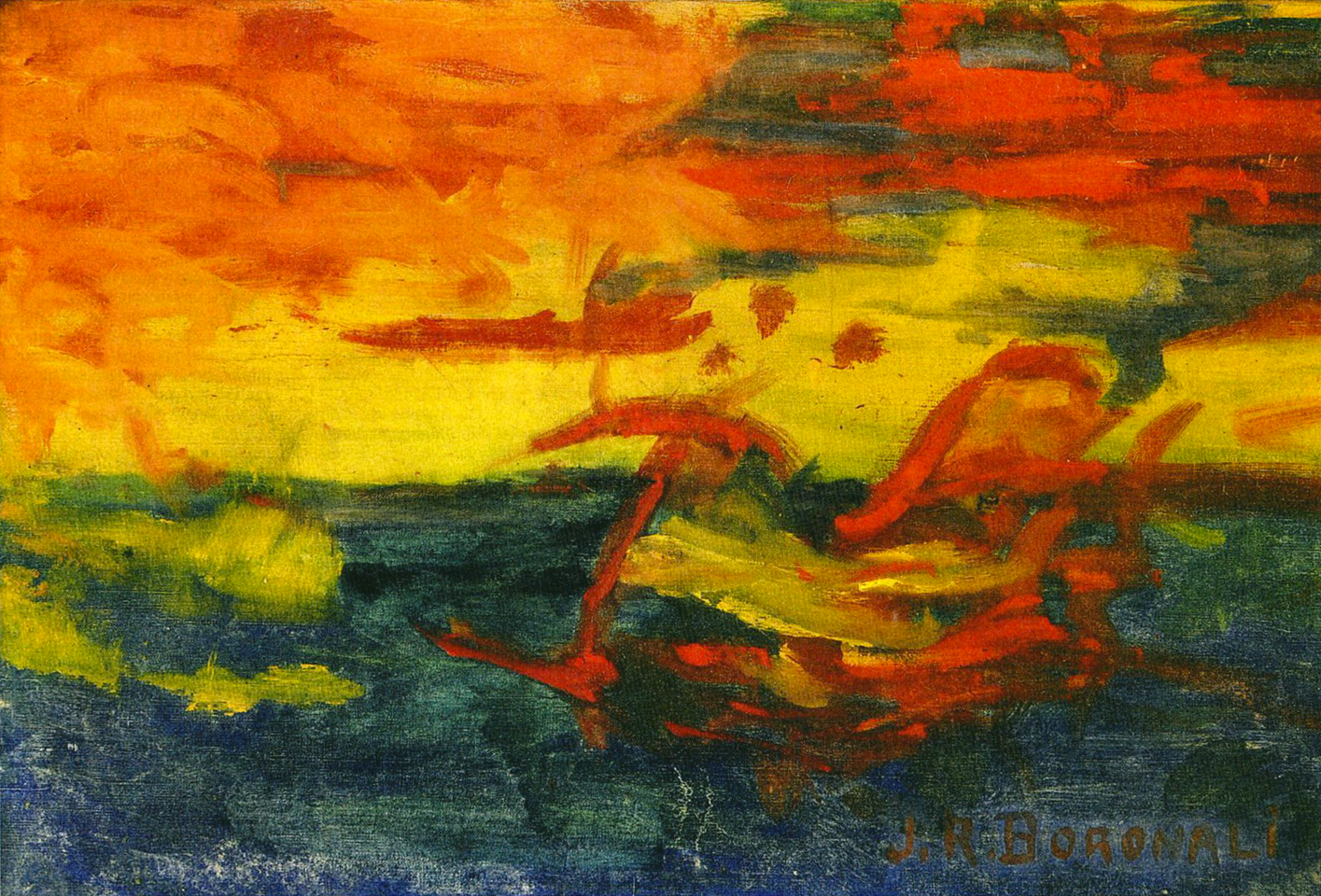
Boronali: Zachód słońca nad Adriatykiem

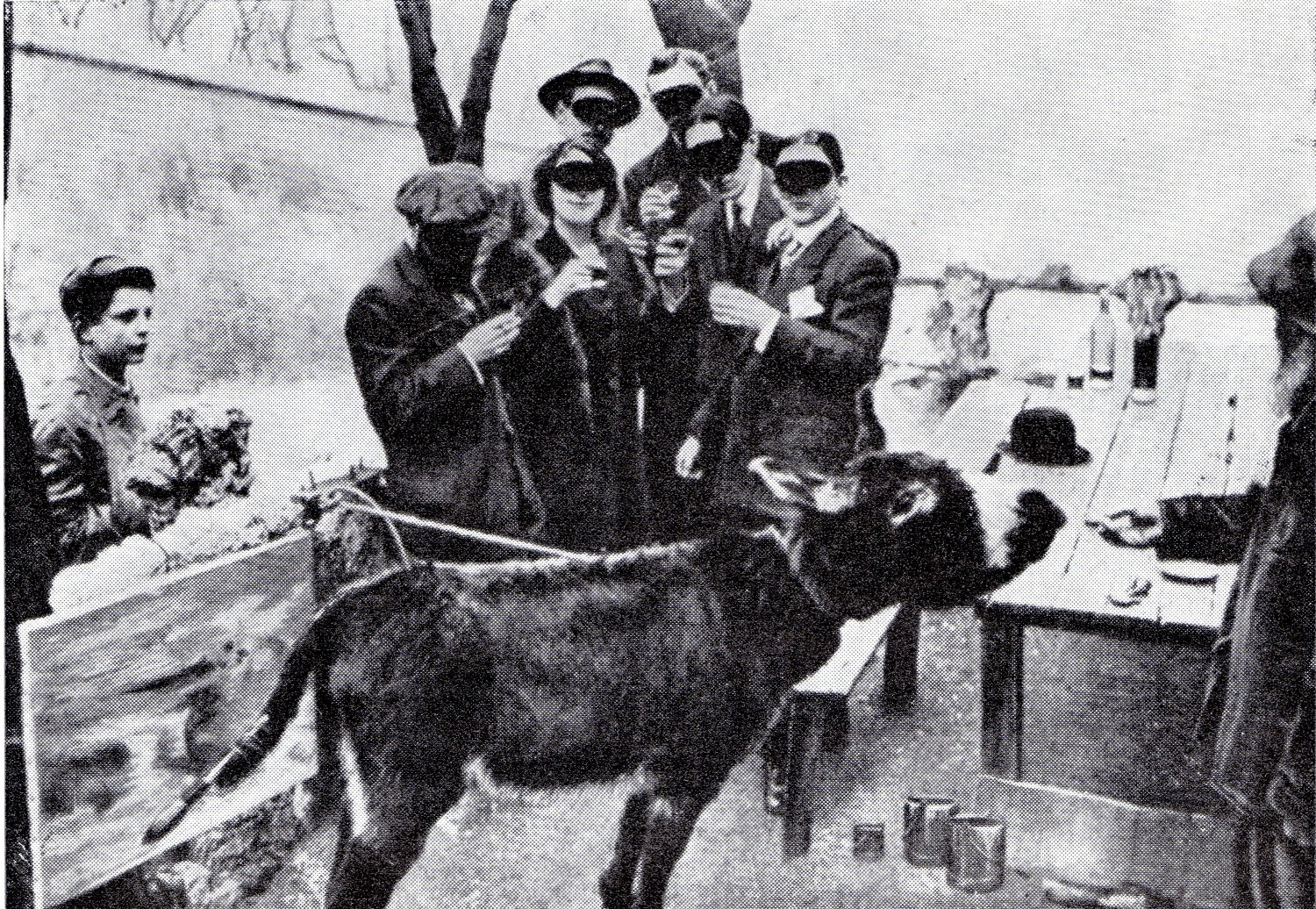
Osioł malujący obraz

Sprawa Boronaliego to jedna z największych mistyfikacji w dziejach sztuki, która przekroczyła ramy skandalu środowiska  krytyków sztuki, stając się wydarzeniem społecznym we Francji w 1910 roku. Naznaczyła rok 1910 w takim stopniu, jak manifest Marinettiego rok wcześniej, a prace kubistów odcisnęły się na następnym.
W marcu 1910 roku na XXVI Salonie Niezależnych w Paryżu został wystawiony obraz zatytułowany Zachód słońca nad Adriatykiem (lub I słońce zasnęło). Jako autora wymieniono włoskiego malarza z Genui, J.R. Boronaliego. Dzieło miało swoje recenzje krytyczne w prasie. W miesiąc później stały się one pretekstem dla  paryskiego czasopisma satyrycznego Fantasio do upublicznienia rewelacji o kulisach powstania obrazu.
Autorem żartu, który ośmieszył sztukę niezależną, jej enigmatyczność, a zarazem zadrwił z publiczności i jej bezkrytycznego zachwytu nad nowymi trendami w malarstwie był absolwent Szkoły Sztuk Pięknych, Roland Dorgelès. Do sfabrykowania obrazu użył osła swego dziadka Fryderyka, właściciela kabaretu Lapin Agile. Dowodem  były dwie fotografie. Pierwsza ukazywała osła stojącego tyłem do obrazu, malującego pędzlem doczepionym do ogona, naprzeciw którego widoczna jest rozbawiona grupa zamaskowanych sześciu osób, wznoszących toast . Drugie zdjęcie przedstawia osła z opuszczonym pyskiem, zdającego się oglądać efekt swojej pracy.
Niepewny jest kontekst całego wydarzenia; prawdopodobnie zostało wymyślone na użytek Fantasia, którego Roland Dorgelès był jedynie zleceniobiorcą. Jeśli nawet był to jego pomysł (do czego nigdy się nie przyznał), to działał w imieniu sensacyjnego czasopisma: w  eksperymencie brał udział Jean Aubry, dyrektor "Fantasia", dlatego osoby z fotografii miały zasłonięte twarze.
Obraz powstał na Montmartre, na podwórku kabaretu Lapin Agile, którego nazwa była kalamburem nazwiska Andre Gilla, malarza, rysownika, satyryka, przyjaciela artystów.
Nie przypadkiem nazwisko autora dzieła brzmiało Boronali. Było  ono anagramem nazwiska średniowiecznego mistrza Aliborona, używanego jako synonimu ignoranta. A La Fontaine w jednej ze swoich bajek imię to nadał osłu.
Nie zachował się oryginał, ale według opisu i archiwalnej czarno-białej fotografii wiadomo, że płótno było pokryte smugami prowadzonymi w różnych kierunkach, w kolorach błękitnym, żółtym, czerwonym i niebieskim. Technika prowadzenia pędzla mogła przywodzić na myśl morskie pejzaże Turnera. Obraz miał typowy format, 81 cm × 60 cm.
Roland Dorgelès nie tylko chciał ośmieszyć autorów pozbawionych talentów. Jego zamiarem było ukazanie faktu, że każdy może wystawiać swoje prace w Salonie Niezależnych, a aby wystawić obraz, wystarczy umieć oprawić go w ramę, a płótno pokryć farbą. Jest to warunek wystarczający, aby znalazła się publiczność, która dzieło  będzie oglądać oraz krytycy, którzy omówią jego zalety. Ale Dorgelès chciał też powiedzieć, że nieudolne prace obniżają wartość prawdziwych dzieł i zagrażają istnieniu sztuki.
Obraz Boronaliego od razu zyskał sobie tyluż zwolenników co i przeciwników. Zapisał się też na stałe w historii sztuki. W Słowniku malarzy, rzeźbiarzy, rysowników i grafików E. Bènèzita znalazł sobie poczesne miejsce, podczas gdy na zawsze zapomnianych zostało wielu popularnych w swoim czasie plastyków.
Obraz sprzedano za dwadzieścia złotych ludwików, stanowiących  równowartość czterystu franków, które przekazano na przytułek dla sierot po artystach.